# Omphalocarpum torosum
Omphalocarpum torosum är en tvåhjärtbladig växtart som beskrevs av Baudon. Omphalocarpum torosum ingår i släktet Omphalocarpum och familjen Sapotaceae.
Artens utbredningsområde är Gabon. Inga underarter finns listade i Catalogue of Life.